# Grænafjöll
Grænafjöll är ett berg i republiken Island. Det ligger i regionen Suðurland, 160 km sydost om huvudstaden Reykjavík. Toppen på Grænafjöll är 398 meter över havet.
Trakten runt Grænafjöll är nära nog obefolkad, med mindre än två invånare per kvadratkilometer. Närmaste större samhälle är Vík í Mýrdal, nära Grænafjöll. Trakten runt Grænafjöll består i huvudsak av gräsmarker.